# Erromenus fumatus
Erromenus fumatus är en stekelart som beskrevs av Carl Gustav Alexander Brischke 1871. Erromenus fumatus ingår i släktet Erromenus och familjen brokparasitsteklar. Inga underarter finns listade i Catalogue of Life.